# Tole laciniata
Tole laciniata là một loài chân đều trong họ Janiroidea incertae sedis. Loài này được Sars miêu tả khoa học năm 1872.